# Orotelli
Orotelli település Olaszországban, Szardínia régióban, Nuoro megyében. Lakosainak száma 1891 fő (2023. január 1.). Orotelli Oniferi, Illorai, Bottidda, Bono, Orani és Benetutti községekkel határos.

## Népesség
A település lakossága az elmúlt években az alábbi módon változott:
| Lakosok száma | 2039 | 2017 | 1891 |
|               | 2017 | 2018 | 2023 |